# Komňa
Komňa (německy Komna) je obec v okrese Uherské Hradiště ve Zlínském kraji. Leží v chráněné krajinné oblasti na úpatí Bílých Karpat. Žije zde 535 obyvatel.
Roku 2011 byla oceněna jako Vesnice roku.

## Název
Jméno vesnice bylo odvozeno z některé domácké podoby (nejspíš Komen) jména Komoň nebo Komolec. Místní jméno tedy znamenalo "Komnova ves". Nejstarší písemný doklad zní Compne, v němž mezi dvě sousedící nosové souhlásky proniklo -p- na usnadnění výslovnosti (totéž je doloženo u jména Komňátky na Šumpersku).

## Historie
První písemná zmínka o obci se nachází ve falzu z poloviny 14. století a hlásí se k roku 1261 (annexam Compne).

## Obyvatelstvo
| Rok            | 1869 | 1880  | 1890  | 1900  | 1910  | 1921  | 1930  | 1950  | 1961 | 1970 | 1980 | 1991 | 2001 | 2011 | 2021 |
| -------------- | ---- | ----- | ----- | ----- | ----- | ----- | ----- | ----- | ---- | ---- | ---- | ---- | ---- | ---- | ---- |
| Počet obyvatel | 998  | 1 148 | 1 279 | 1 242 | 1 302 | 1 186 | 1 082 | 1 022 | 822  | 779  | 643  | 531  | 543  | 540  | 521  |
| Počet domů     | 172  | 161   | 191   | 194   | 205   | 214   | 229   | 267   | 211  | 214  | 201  | 218  | 221  | 230  | 233  |

## Obecní správa
Mezi lety 1869–1980 Komňa byla obcí v okrese Uherský Brod (1869–1950) a později v okrese Uherské Hradiště. Od 1. července 1980 do 23. listopadu 1990 patřila jako část města k Bojkovicím a od 24. listopadu 1990 je opět samostatnou obcí.

### Obecní symboly
Znak a vlajka byly obci uděleny rozhodnutím předsedy Poslanecké sněmovny Parlamentu České republiky dne 17. října 1997.

## Pamětihodnosti
- Zřícenina hradu Zuvačov ze 13. století
- Kostel sv. Jakuba Staršího z roku 1846
- Památník J. A. Komenského v bývalé sýpce z roku 1774
- Obydlí zvěrokleštiče

## Osobnosti
Komňa je uváděna jako jedno z možných rodišť Jana Amose Komenského. V místě žili jeho předkové z rodu Segešů. Jeho děd Jan Segeš byl v Komni fojtem. Jméno Komenský (latinsky Comenius), odkazující k vesnici Komňa, bylo jedním z přízvisek, které Komenský za života používal.

## Galerie

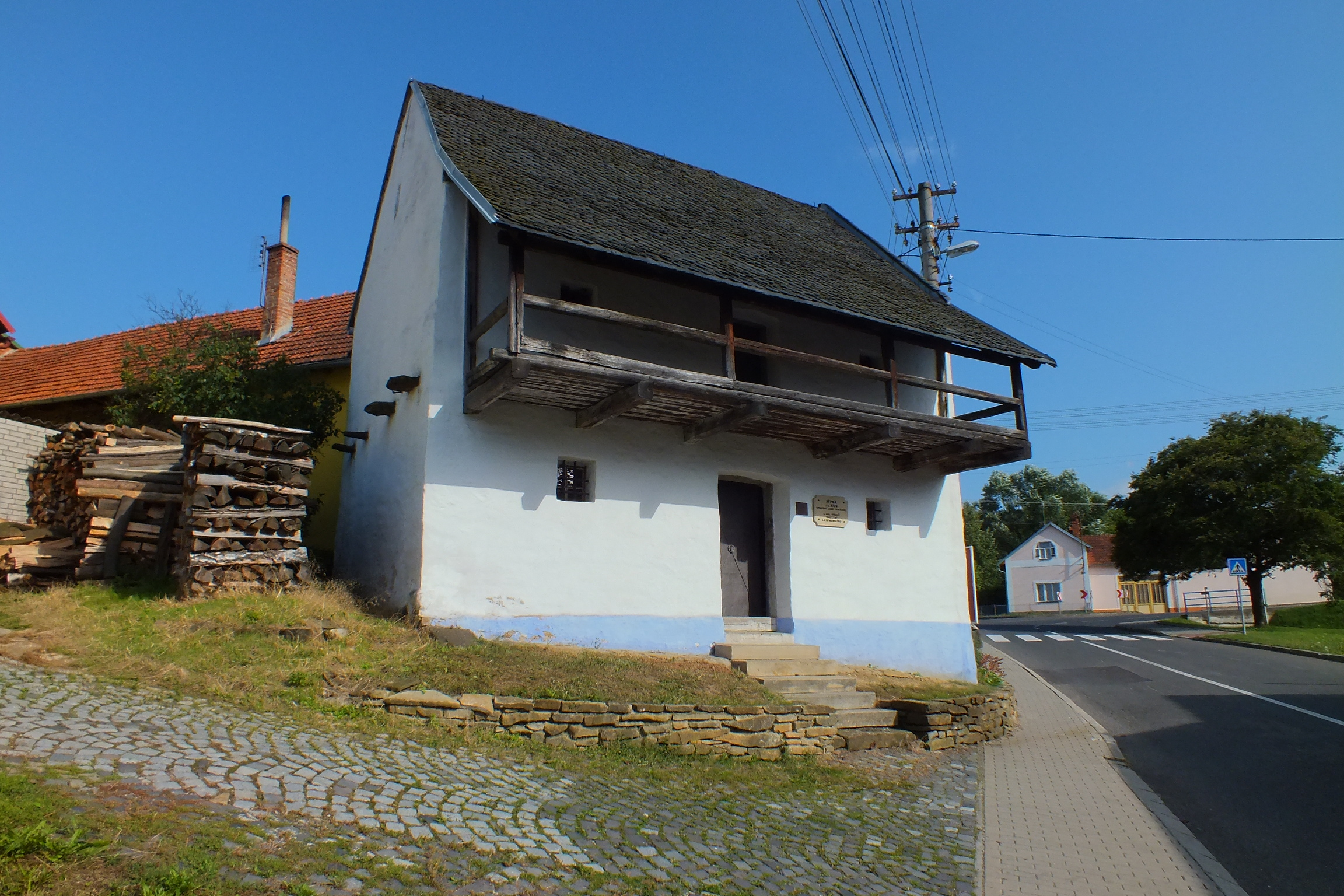
Památník J. A. Komenského v bývalé sýpce z roku 1774
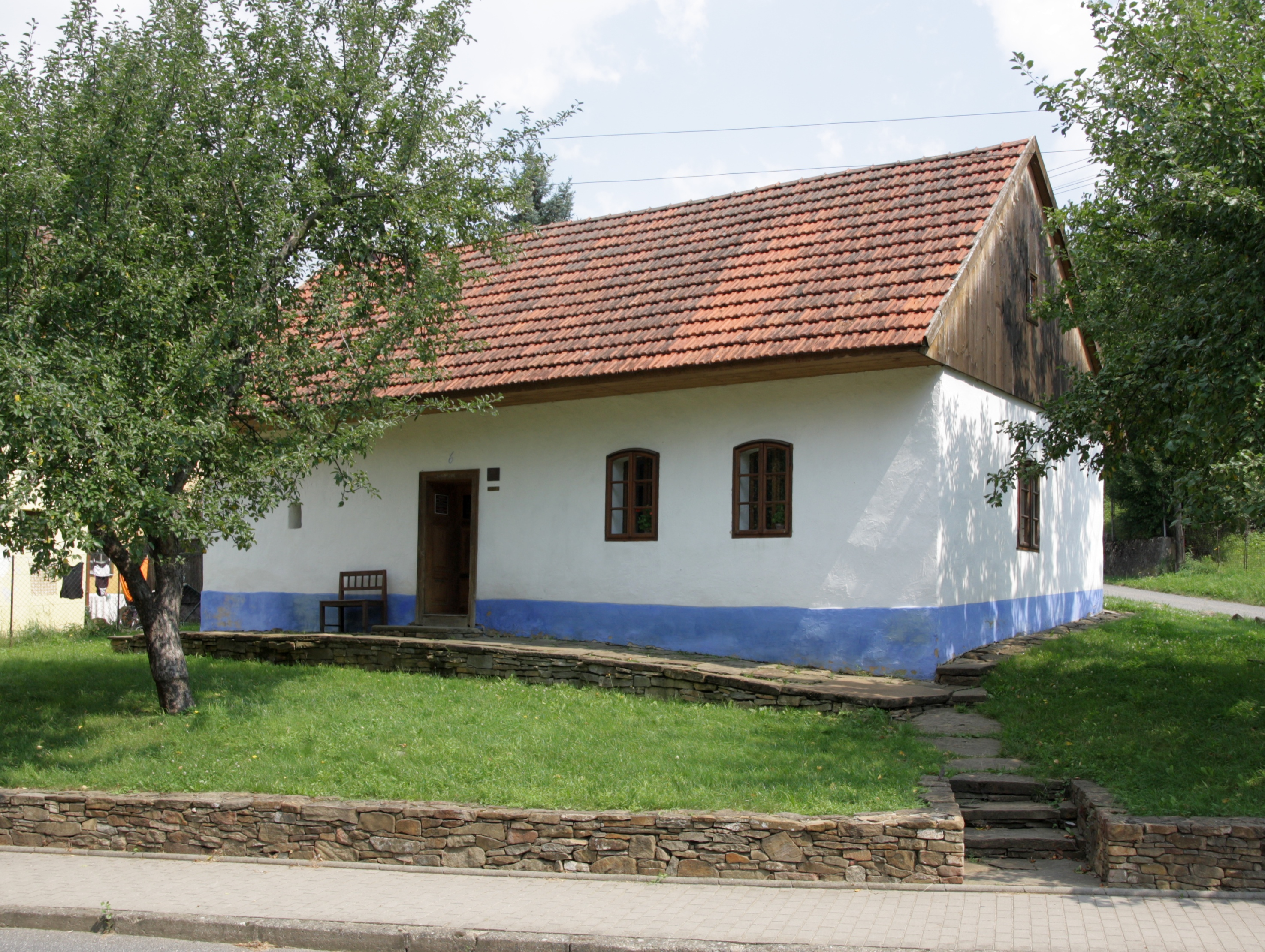
dům zvěrokleštiče čp. 6
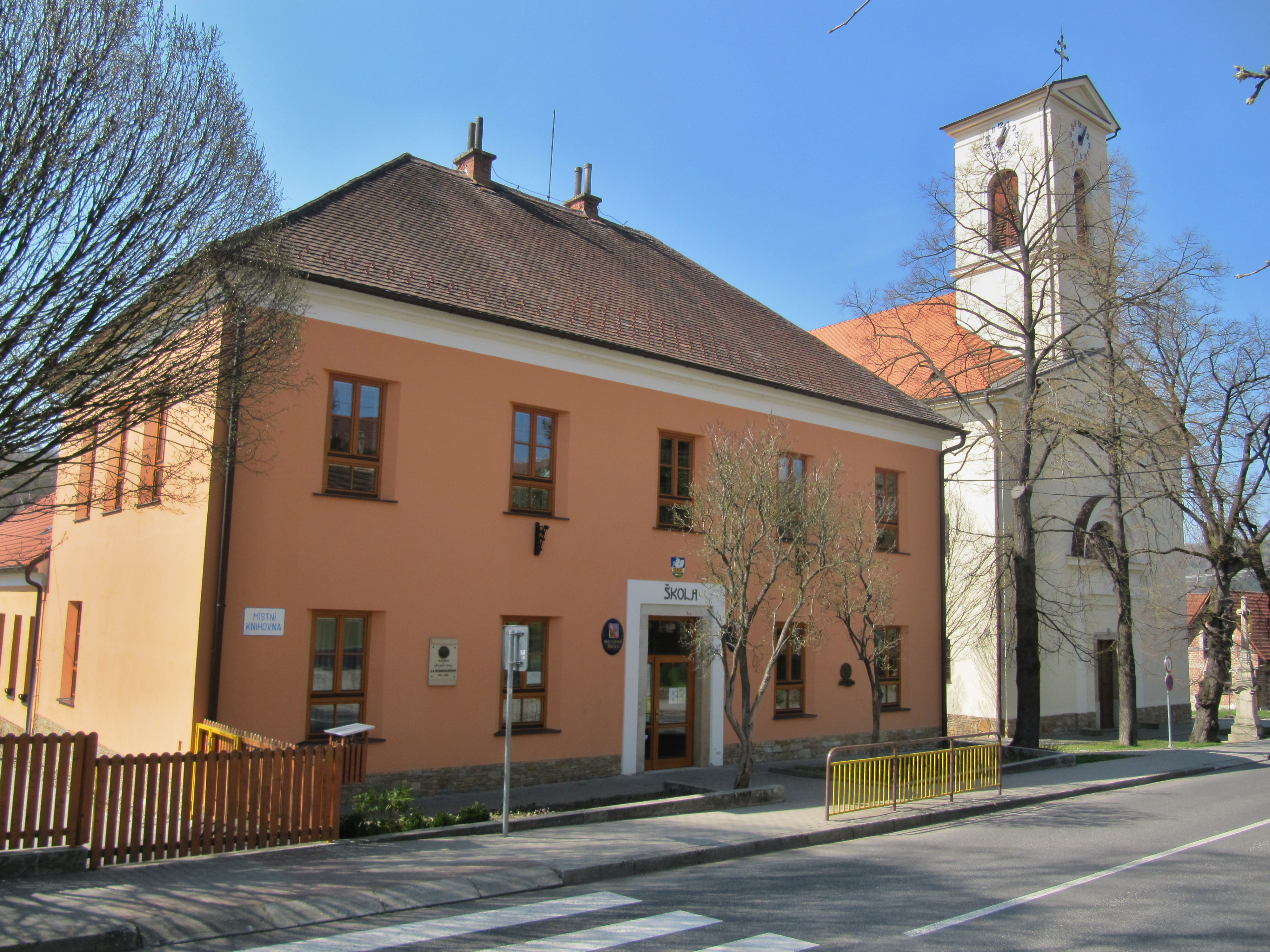
škola a kostel
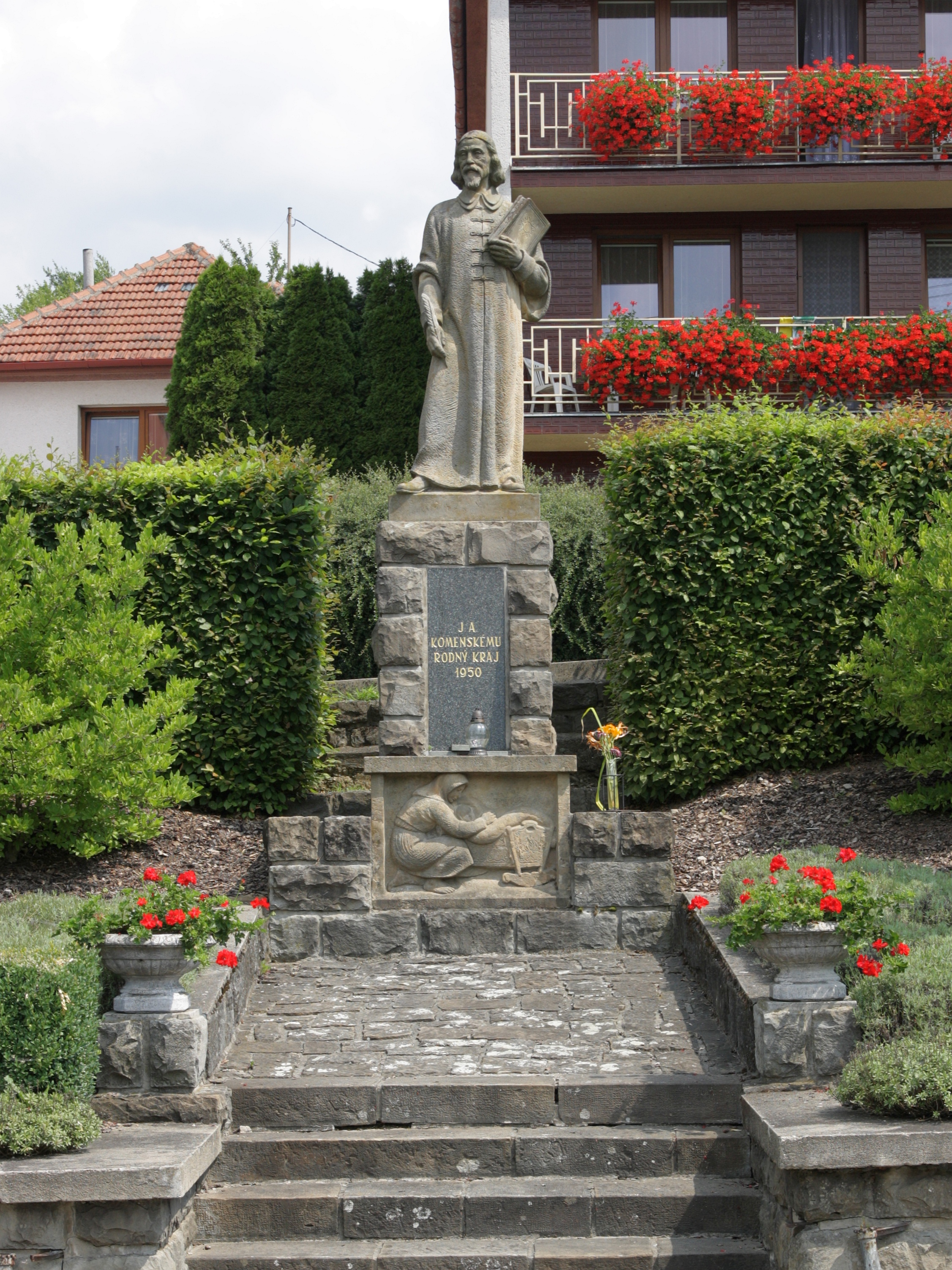
pomník Jana Ámose Komenského